# Kippumjo
Les Kippumjo (기쁨조, gippeumjo, pouvant se traduire par « groupe(s) de plaisir », « escouade de plaisir », « brigade de plaisir », ou « division de la joie ») sont un groupe d'environ 2 000 femmes et jeunes filles qui serait au service du chef d'État de Corée du Nord, dans le but de fournir du plaisir — principalement de nature sexuelle — et de divertir les hauts fonctionnaires du Parti du travail de Corée et leurs familles, ainsi que, occasionnellement, des invités de marque.
Le journal sud-coréen Chosun Ilbo mentionne que le groupe est tout d'abord au service de Kim Jong-il, père de Kim Jong-un, et qu'il est dissous peu de temps après sa mort, en décembre 2011. Avant de retourner dans leur ville natale, les Kippumjo sont alors contraintes de signer un engagement secret en échange d'argent et de cadeaux. Selon le journal, les femmes travaillant en tant qu'artistes reçoivent la somme de 4 000,00 $. Les jeunes filles reçoivent également une compensation sous la forme d'appareils ménagers.
On sait peu de chose sur les Kippumjo en dehors de la Corée du Nord, mais des informations ont progressivement filtré à travers le témoignage de transfuges nord-coréens, en particulier de Kenji Fujimoto et Mi Hyang.

## Étymologie
Les deux premières syllabes du nom correspondent à gippeum, mot coréen signifiant « joie » ou « bonheur ». Le suffixe jo est un mot sino-coréen décrivant un groupe de personnes, à peu près analogue aux termes « escouade » ou « équipe ».

## Histoire
Les Kippumjo auraient été créés en 1978 par Kim Il-sung, convaincu que des relations sexuelles avec de jeunes femmes augmenteraient son jing (un type d'énergie sexuelle dans la pensée taoïste) et auraient pour effet d'améliorer son qi (sa force vitale),. Le premier groupe est recruté par Lee Dong-ho, le premier vice-directeur du département du front uni du Parti du travail de Corée, dans le but de divertir Kim au Munsu Chodaeso (maison des invités Munsu). Le recrutement et la formation des Kippumjo sont administrés par le cinquième département du personnel de la direction organique du parti. La pratique aurait été entretenue par le fils de Kim Il-sung, Kim Jong-il, jusqu'à sa mort en 2011,.
En avril 2015, Kim Jong-un est prétendument à la recherche de nouveaux membres pour ses propres Kippumjo, après que le groupe de filles de son père a été dissous en décembre 2011,,.

## Structure
Chaque « groupe de plaisir » est composé de trois « équipes » :
1. Manjokjo (만족조) – une « équipe de satisfaction » (qui fournit des services sexuels)
2. Haengbokjo (행복조) – une « équipe du bonheur » (qui fournit des massages)
3. Gamujo (가무조) – une « équipe de danse et de chant » (dont les membres sont parfois invités à danser à moitié nus)[7].

Des filles de tout le pays sont choisies pour entrer dans les Kippumjo selon les critères du gouvernement (dont l'un est d'être vierges). Après avoir été sélectionnées, elles subissent une période d'entraînement rigoureux, avec des membres du Haengbokjo, et sont envoyées à l'étranger pour une formation de masseuse. Les Kippumjo sont généralement âgées de 22 à 25 ans. À cet âge, elles sont souvent mariées à des membres de l'élite de Corée du Nord ou des officiers militaires à la recherche de femmes — et leur ancienne affiliation aux Kippumjo est tenue secrète,.